# Parcul Național Bandipur
Parcul Național Bandipur  este situat în statul Karnataka, India de Sud. El se întinde pe o suprafață de 874 km2 și se învecinează la nord cu Parcul Național  Nagarhole (640 km2) iar la sud cu rezervația naturală Mudumalai cu ca. 320 km2 și rezervația de vânătoare Wynad, care este una dintre cele mai mari din India. Teritoriul parcului este o rezervație din anul 1898 fiind declarat parc național 1973. El este renumit prin rezervațiile destinate tigrilor. Parcul are un relief variat, existând pe teritoriul lui lanțuri muntoase, defilee cu pereți abrubti și platouri înalte. În regiunea de nord-vest a parcului curge râul  Kabini, un afluent al lui Kaveri. Vegetația reprezentativă este compusă din păduri și vegetație de câmp. În parc trăiește o faună variată reprezentată prin specii asiatice de urși, câini sălbatici, leoparzi, hiene, ca și elefanți, antilope, cerbi și mistreți.